# 새끼 (줄)

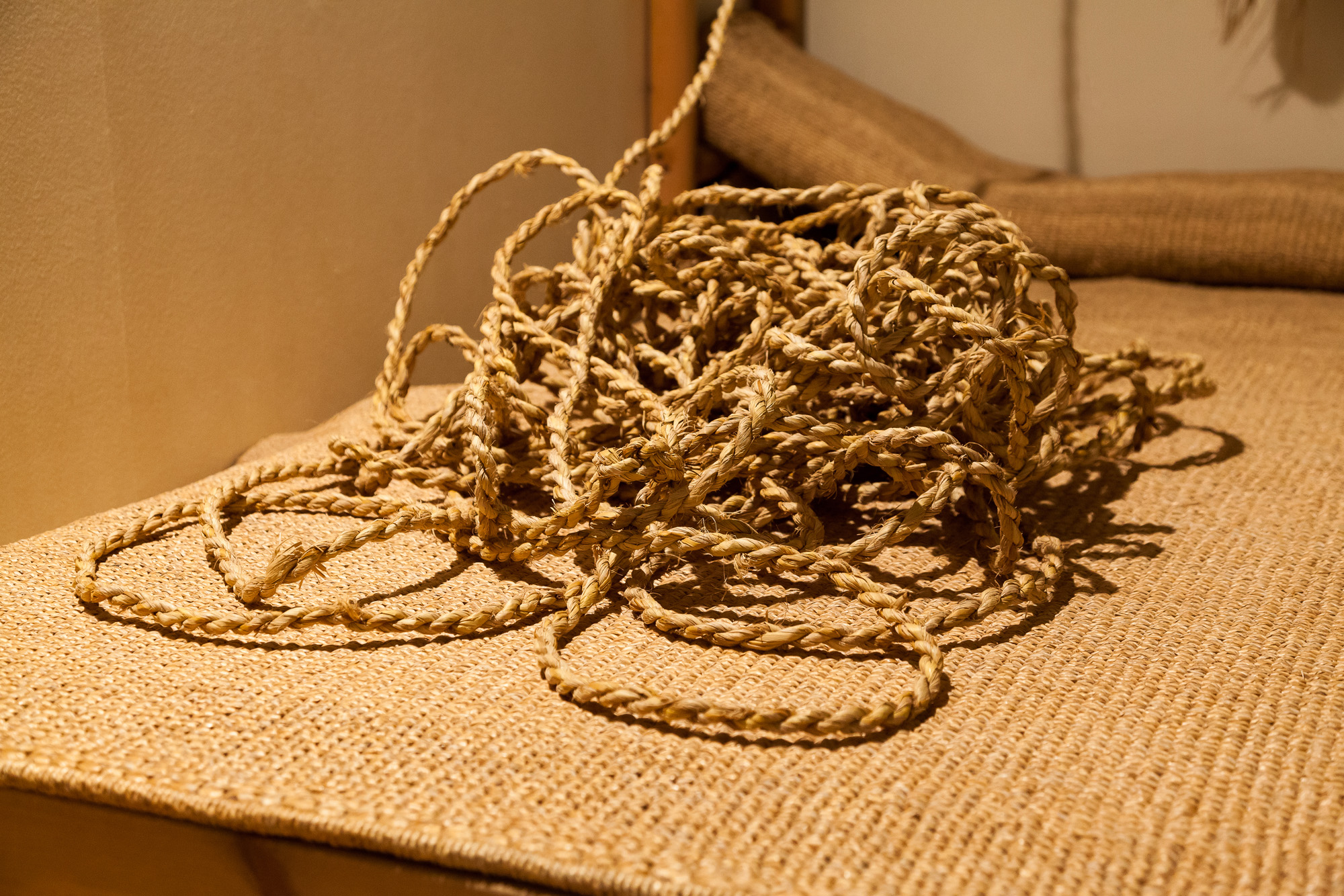
새끼

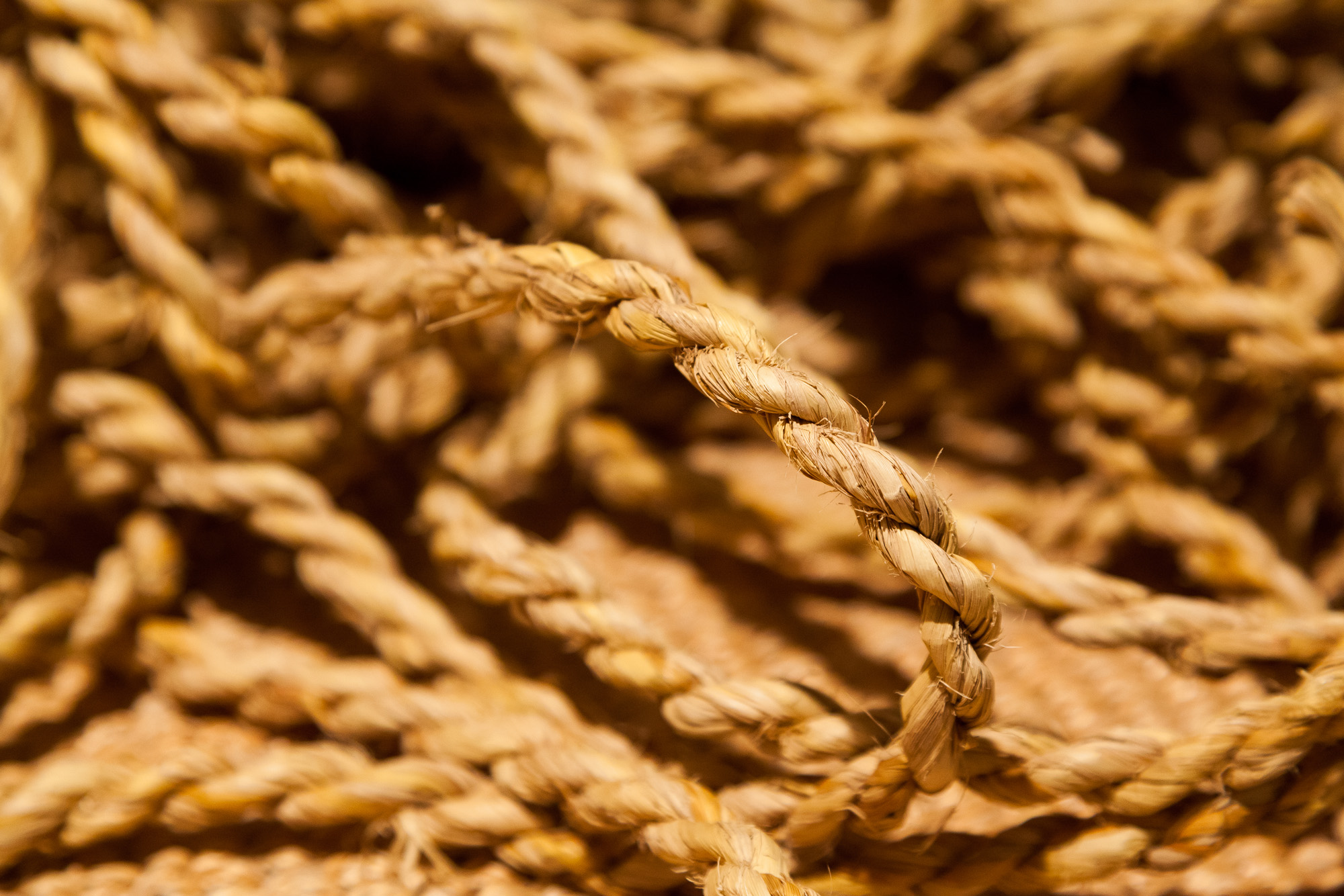
새끼

새끼는 짚으로 꼬아 줄처럼 만든 것이다.

## 역사
원삼국 시대의 회색 경질토기인 삿무늬토기 등에서 새끼의 흔적을 볼 수 있다. 신라의 짚신형토기에도 새끼의 형태가 나타난다.
조선 초기에는 궁중 및 관아에서 쓰는 물품을 납품했던 공인 조직인 공계(貢契) 가운데, 새끼나 줄 등을 조달하던 삭계(索契)가 있었을 정도로 새끼가 널리 쓰였다.
19세기 초에 간행된 《만기요람》 〈세폐〉의 〈작태식〉에는 청나라에 공물로 보내는 직물과 종이의 "밖을 묶고 싸는 데는 전에는 새끼(藁索고삭)를 사용키로 정하였는데, 영종 정해(1767년, 영조 43년)에 새 겹으로 꼰 굵은 새끼를 사용할 일로 묘당에서 재결(裁決)하였다."라는 기록이 나온다.
손으로 꼬아서 쓰다가 20세기 초 새끼틀이 들어오면서 대량생산하게 되었고, 일제강점기 말기에는 군용으로 많은 새끼가 가마니와 함께 공출되기도 했다. 그 후 새끼틀의 동력화가 진행되었으며, 사람이 발로 밟아 돌리는 디딤 장치를 떼고 주축에 벨트 바퀴를 붙이는 등 여러 부분이 개량되었다.
1960년대 후반까지 새끼가 널리 쓰였으며, 1970년대부터는 여러 합성수지 끈이 널리 쓰이게 되면서 새끼의 쓰임새를 찾아보기 어렵게 되었다. 20세기 후반부터 민속품에 대한 관심이 되살아나 명맥이 이어지고 있다.

## 종류
가는 새끼, 중간 새끼, 굵은 새끼, 동바, 밧줄 등 굵기에 따른 구별이 있으며, 손바닥으로 비벼 꼰 새끼는 오른새끼와 왼새끼로 나뉜다.

## 만들기
농경 사회의 행랑이나 헛청에서, 농한기나 비오는 날에는 새끼를 꼬았다. 볏짚 두 가닥을 양 손바닥으로 비벼 꼬는데, 오른손을 바깥쪽으로, 왼손을 안쪽으로 끌어당겨 오른새끼를 만들 수 있으며, 반대로 왼손을 바깥쪽으로, 오른손을 안쪽으로 끌어당겨 왼새끼를 만들 수 있다.

## 쓰임새
합성수지 밧줄이나 노끈이 나오기 전까지 농공에서 중요하게 쓰인 소모재였고 대표적인 포장재료였다.
짚신이나 가마니, 지붕의 이엉, 지게의 동바, 쇠고삐 등에 새끼가 쓰인다. 보통 오른새끼를 쓰지만, 금줄에는 악귀를 쫓는다고 알려진 왼새끼를 썼다.

## 같이 보기
- 노끈
- 밧줄